# La Maternidad y San Ramón
La Maternidad y San Ramón  (en catalán La Maternitat i Sant Ramon) es un barrio del distrito de Les Corts de la ciudad de Barcelona que limita con el municipio de Hospitalet de Llobregat. Este barrio está formado por dos sectores diferentes, a poniente San Ramón y el de La Maternidad y Can Bacardí a levante.
El nombre de San Ramón proviene de la parroquia de San Ramón Nonato; este sector también es denominado Collblanc. No debe confundirse con el Collblanc antonomástico, barrio hospitalense vecino.
La Maternidad es un núcleo alrededor de una residencia asistencial, la Casa de la Maternidad y Expósitos que construyó la Diputación de Barcelona y que encargó a Camilo Oliveras.
A la zona central del barrio hay tres grandes equipamientos, las instalaciones del Fútbol Club Barcelona, entre ellas el Camp Nou, el cementerio de Les Corts y el complejo de la Maternidad. Una parte del barrio se encuentra en la Zona Universitaria.